# Dan Caine
 (juin 2025).
Le contenu est difficilement compréhensible vu les erreurs de traduction, qui sont peut-être dues à l'utilisation d'un logiciel de traduction automatique.
John Daniel « Razin » Caine (né le 10 août 1968) est un général américain de l'Air Force et capital-risqueur qui sert actuellement en tant que 22e chef d'État-Major des armées. Il sert comme chef d'état-major des armées (États-Unis) à la Central Intelligence Agency de 2021 à 2024.
Caine obtient son diplôme du Virginia Military Institute en 1990. Il est commissionné peu de temps après, servant dans divers rôles au sein de l'Air Force, principalement comme pilote de F-16. En 2025, Caine totalise 2 800 heures de vol et effectue deux tours de service en Irak. Il est le commandant général adjoint du Joint Special Operations Command de 2016 à 2018, un commandant général adjoint pour la force opérationnelle interarmées des opérations spéciales de l'Opération Inherent Resolve de 2018 à 2019, et le directeur des programmes d'accès spécial au sein du Bureau du sous-secrétaire à la Défense pour l'acquisition et le soutien de 2019 à 2021. Il prend sa retraite en 2024.
En février 2025, le président Donald Trump révoque Charles Q. Brown Jr. de son poste de chef d'État-Major des armées, nommant Caine comme son candidat pour le remplacer. Caine est confirmé par le Sénat en avril. Il est le premier chef d'État-Major des armées à n'avoir jamais servi au grade de général quatre étoiles ou d'amiral avant d'être nommé et le premier à être nommé à la retraite.

## Biographie

### Jeunesse et éducation
John Daniel Caine naît à Elmira, New York, le 10 août 1968. Son père, Steve Caine, est un pilote de chasse retraité de l'United States Air Force avec le grade de lieutenant-colonel. Caine obtient son diplôme de la Hahn American High School à Hahn, en Allemagne, et en 1990, il obtient un licence ès sciences en économie du Virginia Military Institute. Il obtient plus tard une maîtrise ès arts en guerre aérienne de l'American Military University en 2005.

## Carrière

### Officier (1990-2024)

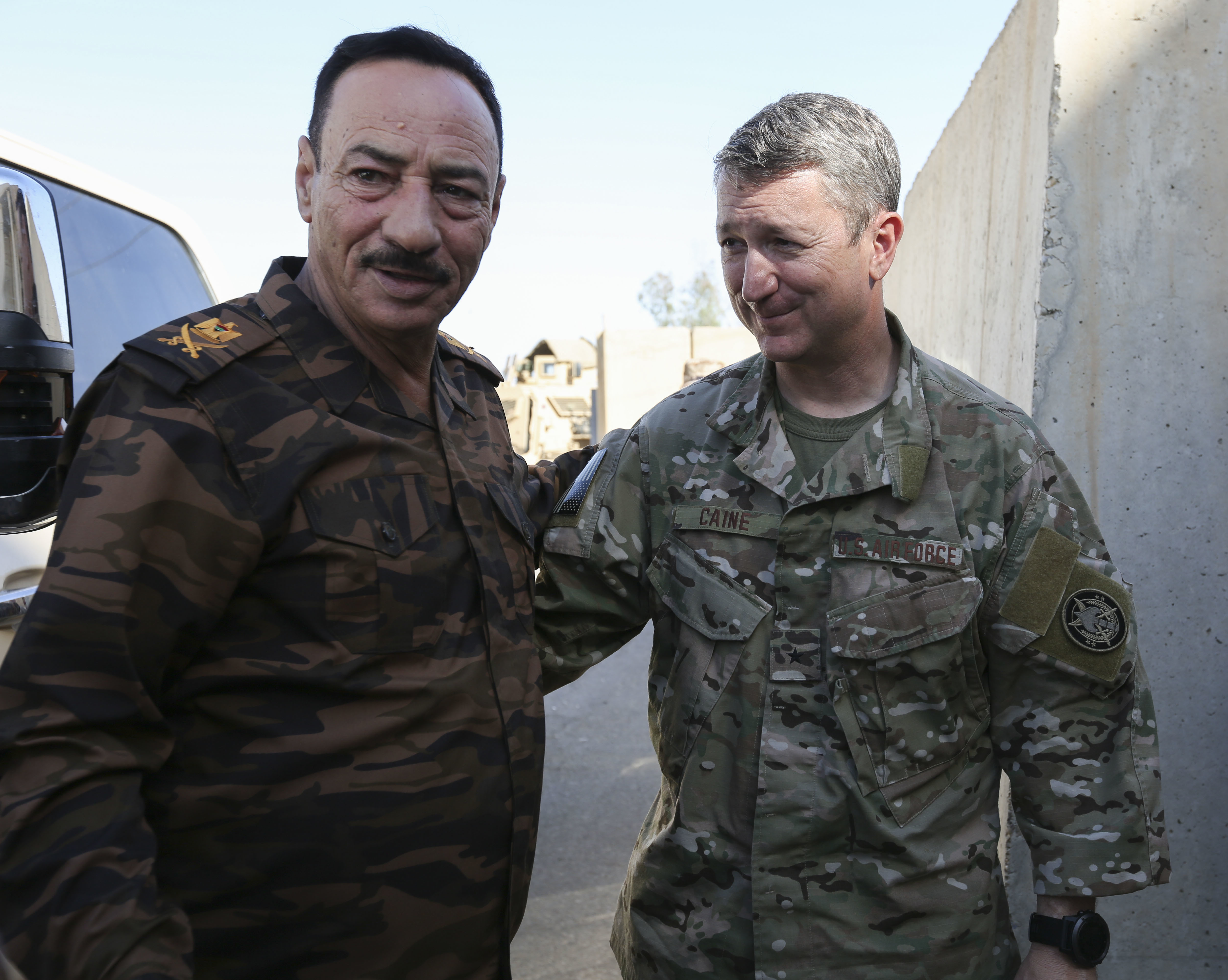
Caine avec le major général Najm al-Joubouri à Mossoul, Irak, en juin 2018.

Caine est commissionné comme sous-lieutenant par le biais du Air Force Reserve Officer Training Corps du Virginia Military Institute en octobre 1990, et est intronisé dans le programme d'entraînement conjoint des pilotes de jet Euro-NATO à la Sheppard Air Force Base, au Texas. Il termine le programme en tant que diplômé distingué en décembre 1993, mais comme l'Air Force réduit ses effectifs à cette époque, il craint de se retrouver avec un poste non volant. Pour éviter cela, il postule auprès de nombreuses unités de la Air National Guard, et est sélectionné pour être pilote de F-16 dans le 138th Fighter Squadron à la base de la New York Air National Guard de Syracuse, Base de Hancock Field. Caine occupe ce poste de janvier 1994 à juillet 1998, et est également le chef de la formation et le chef des armements de l'escadron à différentes périodes. En 1998, il termine la Squadron Officer School par correspondance. Il est pilote instructeur de F-16 et chef des armements pour le 121st Fighter Squadron à la Andrews Air Force Base, Maryland, de juillet 1998 à janvier 1999. Caine suit une formation complémentaire sur F-16 à la USAF Weapons School, sur son site principal de la Nellis Air Force Base, Nevada, et obtient son diplôme du cours d'instructeur en juin 1999 en tant que diplômé exceptionnel.
Après avoir obtenu son diplôme de l'USAF Weapons School, il retourne à son ancien rôle au sein du 121st Fighter Squadron. Caine fait partie des pilotes qui protègent Washington, D.C., à la suite des attentats du 11 septembre 2001 en tant que chef des armements et des tactiques pour le 121st Fighter Squadron. De novembre 2001 à février 2002, il est le chef des armements et des tactiques de groupe pour la 332nd Air Expeditionary Wing au Koweït, puis est officier de projet de contre-SCUD pour le U.S. Central Command, à la MacDill Air Force Base, Floride, jusqu'en janvier 2003. Pendant l'invasion de l'Irak en 2003, Caine développe un plan pour contrer les missiles Scud possédés par les forces irakiennes. Caine est le chef des armements et des tactiques pour la 410th Air Expeditionary Wing jusqu'en mai 2003, date à laquelle il est affecté au centre de test de la Tucson Air National Guard Base, Arizona, en tant que chef des opérations. Il occupe ce poste jusqu'en août 2005, et en 2004, il termine l'Air Command and Staff College par correspondance. À partir de 2005, il travaille à la Maison-Blanche, et d'octobre 2006 à janvier 2008, Caine est le directeur de la politique de lutte contre le terrorisme et de la stratégie au Homeland Security Council. De janvier à juillet 2008, il est de retour en Irak en tant que commandant du directorat aérien de la Joint Special Operations Task Force.
En juillet 2008, il devient pilote instructeur au 121st Fighter Squadron et officier de liaison aérienne des tactiques spéciales au 24th Special Tactics Squadron de l'Air Force Special Operations Command, restant dans ces rôles jusqu'en 2010. Caine est membre à temps partiel de l'Air National Guard de 2009 à 2016 et occupe plusieurs postes de direction dans la District of Columbia Air National Guard. Après son retour au service actif, il est simultanément assistant du vice-commandant du U.S. Special Operations Command et commandant général adjoint du Joint Special Operations Command de 2016 à 2018. Caine termine le cours de combat interarmées et combiné du Joint Forces Staff College en 2017. Il sert simultanément comme commandant général adjoint du Special Operations Command Central et de la force opérationnelle interarmées des opérations spéciales dans l'Opération Inherent Resolve, la campagne contre l'État islamique en Irak et en Syrie, de 2018 à 2019. Après cela, Caine est le directeur des programmes d'accès spécial au Bureau du sous-secrétaire à la Défense pour l'acquisition et le soutien de 2019 à 2021. Caine atteint le grade de lieutenant général en 2021, et sert comme directeur associé pour les affaires militaires de la CIA de novembre 2021 jusqu'en décembre 2024. Il gagne le surnom de « Razin Caine » pour son comportement « agressif » en tant que pilote, une référence à l'idiome « raising Cain » pour quelqu'un qui cause des ennuis. En février 2025, Caine totalise 150 heures de combat et deux tours de service en Irak. Il a un total de 2 800 heures de vol, dont plus de 100 heures de combat sur F-16.

### Chef d'État-Major des armées (depuis 2025)

#### Nomination et confirmation

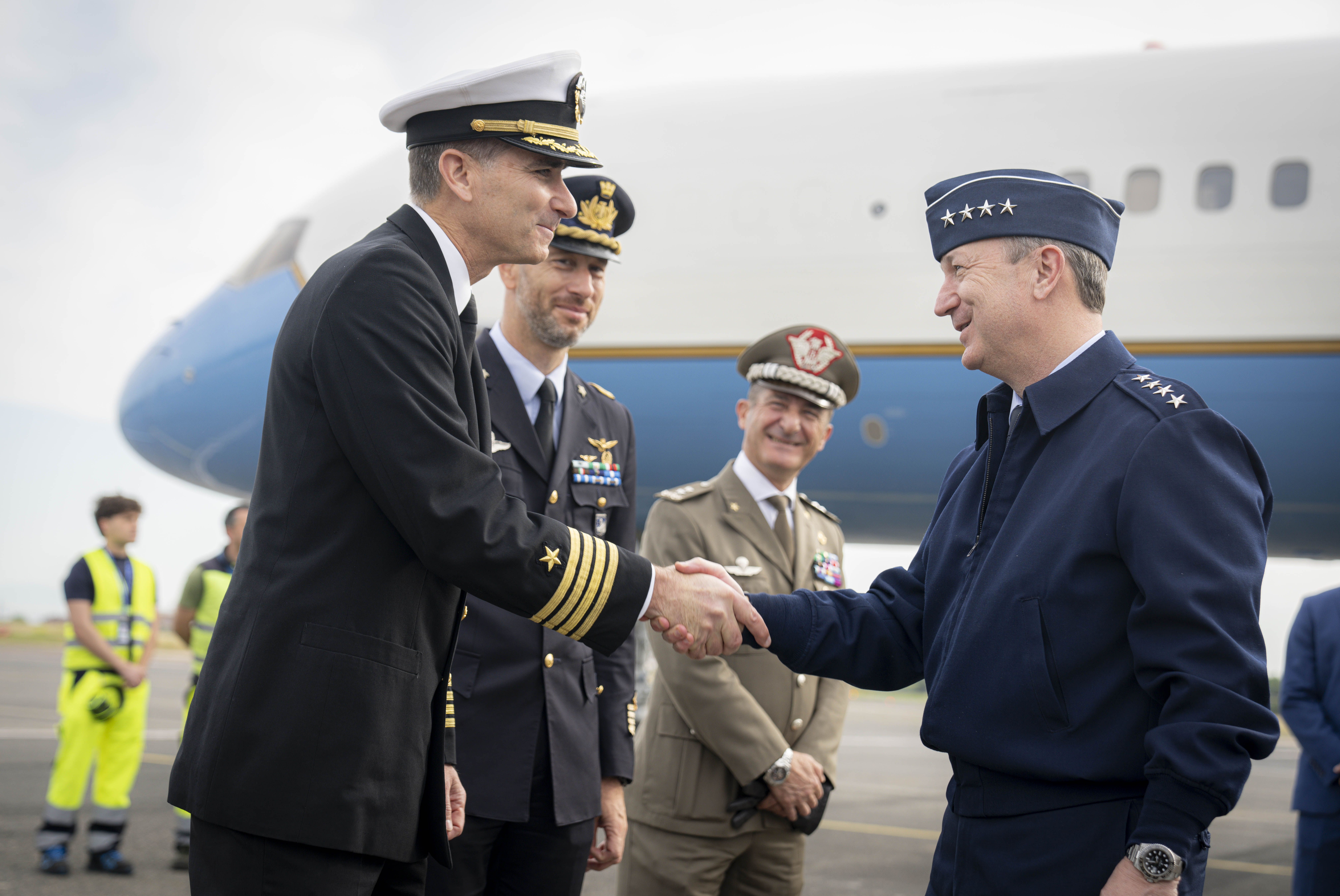
Caine arrive à l'aéroport de Ciampino à Rome, Italie en mai 2025.

Le 21 février 2025, le président Donald Trump révoque Charles Q. Brown Jr., le chef d'État-Major des armées, nommant Caine comme son candidat pour le remplacer. S'exprimant à la Conservative Political Action Conference de 2019, Trump déclare qu'il a rencontré Caine en Irak en décembre 2018. Selon Trump, Caine lui dit : « Je vous aime, monsieur. Je pense que vous êtes formidable, monsieur. Je tuerai pour vous, monsieur ». Caine aurait affirmé que l'EI peut être vaincu en une semaine. Trump dit de Caine qu'il porte une casquette MAGA, un détail contesté par ses collaborateurs. Selon le The New York Times, Caine rencontre Trump et le vice-président JD Vance la semaine précédente. Le Times rapporte plus tard que la candidature de Caine est préférée à celle de Michael Kurilla, le commandant du United States Central Command. Le Titre 10 du Code des États-Unis exige que le chef d'État-Major des armées soit choisi parmi les officiers des composantes régulières des forces armées et seulement si l'officier a servi comme commandant de combat, unifié ou spécifié, comme vice-chef d'État-Major des armées, ou comme l'officier en uniforme le plus haut gradé dans l'une des six branches du service militaire, bien que cette exigence puisse être levée si cela est « nécessaire dans l'intérêt national ».

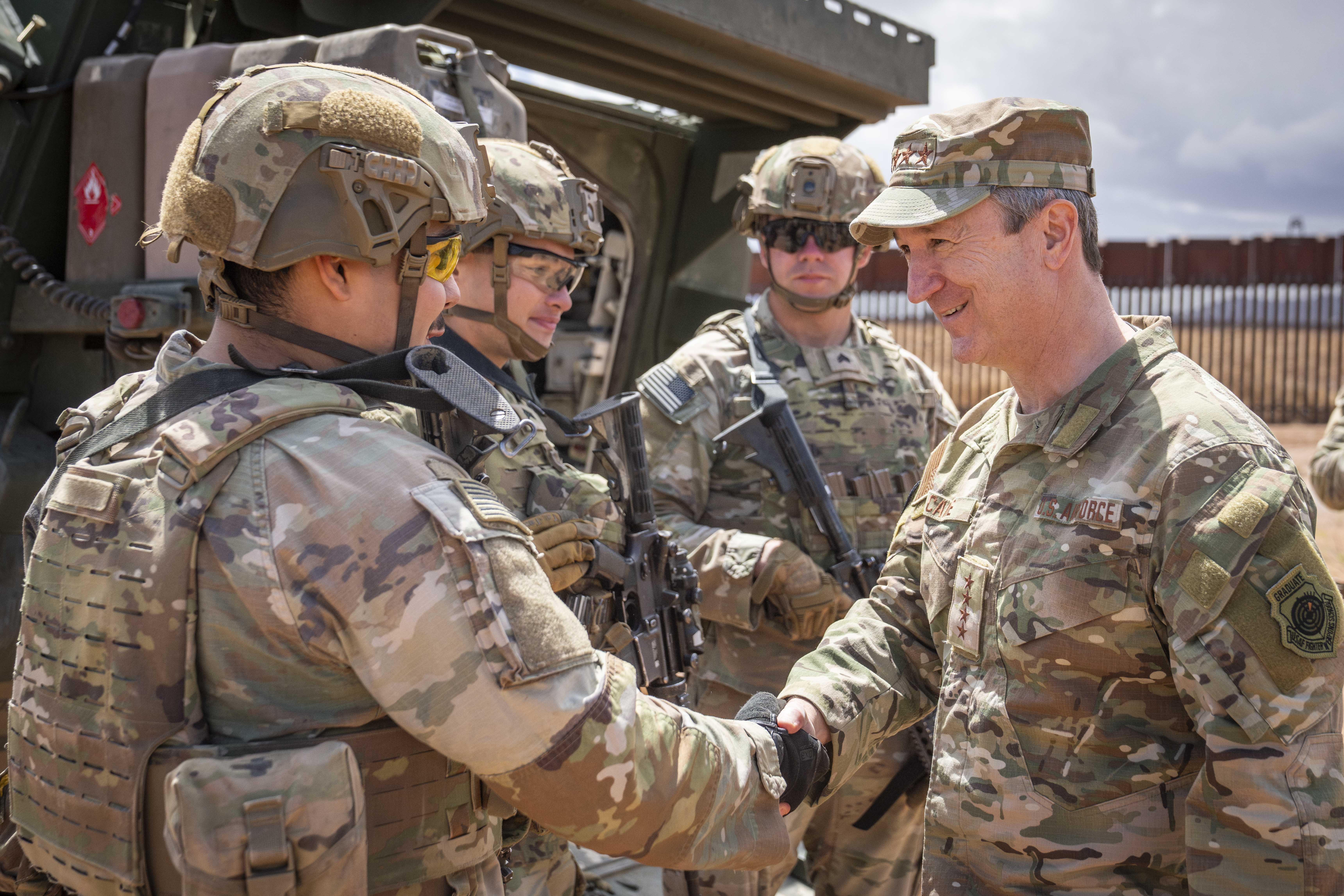
Caine rend visite aux soldats de la Joint Task Force-Southern Border en Arizona en avril 2025.

La nomination de Caine est officiellement envoyée au Sénat le 10 mars. Il témoigne devant la Commission des Forces armées du Sénat le 1er avril. La Commission des Forces armées vote pour faire avancer sa nomination par 23 voix contre 4 le 8 avril. Caine est confirmé le 11 avril par un vote de 60 contre 25. Il est promu général quatre étoiles avant le vote. Caine prête serment le 14 avril. Il est le premier chef d'État-Major des armées à n'avoir jamais servi au grade de général quatre étoiles ou d'amiral quatre étoiles avant d'assumer le poste et le premier à avoir été à la retraite au moment de sa confirmation. Caine est le deuxième général à la retraite à servir comme chef d'État-Major après Maxwell Taylor en 1962, bien que Taylor ait été rappelé en service actif l'année précédente après avoir pris sa retraite en 1959. Caine est également le premier chef d'État-Major à n'avoir jamais servi au sein de l'État-Major interarmées depuis Hugh Shelton en 1997 et le premier membre de la Garde Nationale Aérienne à devenir chef d'État-Major.

#### Mandat

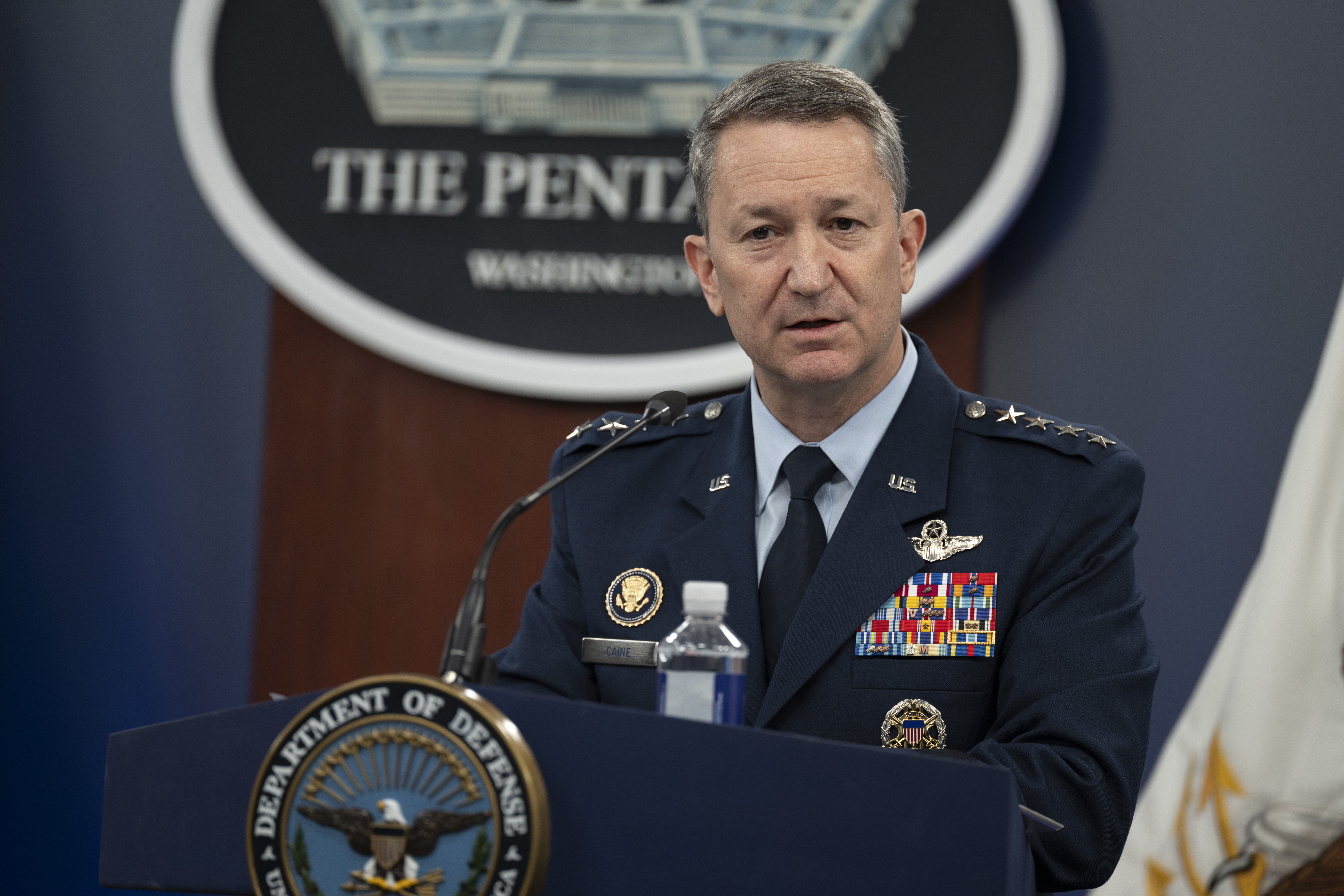
Caine lors d'un point de presse au Pentagone à la suite des frappes aériennes sur les installations nucléaires iraniennes en juin 2025.

Après sa confirmation, Caine effectue une visite inopinée à la frontière entre le Mexique et les États-Unis au cours de laquelle il rencontre des troupes participant à la mission du U.S. Northern Command en soutien du Service des douanes et de la protection des frontières. En mai 2025, Caine participe à un sommet de l'OTAN au siège de l'organisation à Bruxelles où il délibère sur le renforcement de l'alliance.
Il participe à une réunion dans la salle de crise de la Maison-Blanche le 21 juin 2025, lorsque les États-Unis lancent des frappes aériennes sur les installations nucléaires iraniennes. Le lendemain, Caine et le secrétaire à la Défense Pete Hegseth tiennent une conférence de presse où ils expliquent les détails opérationnels de l'attaque contre le programme nucléaire de l'Iran.

### Secteurs public et privé (2003–présent)
De 2005 à 2006, Caine est un assistant spécial du secrétaire à l'Agriculture des États-Unis dans le cadre du programme White House Fellows, et travaille sur la réponse à l'ouragan Katrina. Il sert également comme directeur de la politique de lutte contre le terrorisme au sein du Homeland Security Council de 2006 à 2008. Sa biographie de l'Air Force le décrit comme un « entrepreneur et investisseur en série ». Selon sa page LinkedIn, il conseille Voyager, une société de technologie spatiale. En janvier 2025, il rejoint Shield Capital, une société de capital-risque. Caine est associé chez Ribbit Capital et conseiller pour Thrive Capital. Il est le co-fondateur de RISE Air, une compagnie aérienne régionale.

## Dates de grade
Les dates de grade de Caine sont:
| Insigne | Rang               | Date             |
| ------- | ------------------ | ---------------- |
|         | Général            | 11 avril 2025    |
|         | Lieutenant général | 3 novembre 2021  |
|         | Major général      | 9 septembre 2019 |
|         | Brigadier général  | 5 mai 2016       |
|         | Colonel            | 10 janvier 2011  |
|         | Lieutenant colonel | 8 avril 2005     |
|         | Major              | 28 décembre 2000 |
|         | Capitaine          | 10 octobre 1995  |
|         | Premier lieutenant | 1er octobre 1993 |
|         | Sous-lieutenant    | 1er octobre 1990 |

## Récompenses et décorations
Les récompenses et décorations de Caine incluent:
| Insigne de pilote commandant                                  |                                                                                           |                                                            |
| Insigne d'identification de l'État-Major interarmées          |                                                                                           |                                                            |
| Insigne de service présidentiel                               |                                                                                           |                                                            |
| Insigne d'identification du bureau du secrétaire à la Défense |                                                                                           |                                                            |
| Air Force Distinguished Service Medal                         |                                                                                           |                                                            |
| Defense Superior Service Medal                                | Distinguished Flying Cross (États-Unis)                                                   | Bronze Star Medal avec feuille de chêne en bronze          |
| Defense Meritorious Service Medal                             | Meritorious Service Medal avec feuille de chêne en bronze                                 | Air Medal avec feuille de chêne en bronze                  |
| Aerial Achievement Medal                                      | Air and Space Commendation Medal avec deux feuilles de chêne en bronze                    | Joint Service Achievement Medal                            |
| Air and Space Achievement Medal                               | Air and Space Outstanding Unit Award avec trois feuilles de chêne en bronze et "V" Device | Air and Space Outstanding Unit Award                       |
| Combat Readiness Medal                                        | National Defense Service Medal avec étoile de service en bronze                           | Iraq Campaign Medal avec deux étoiles de service en bronze |
| Global War on Terrorism Expeditionary Medal                   | Global War on Terrorism Service Medal                                                     | Air and Space Expeditionary Service Ribbon avec cadre doré |
| Air and Space Longevity Service Award                         | Armed Forces Reserve Medal avec sablier d'argent et Dispositif « M »                      | Air and Space Training Ribbon                              |